# North American Rockwell OV-10 Bronco
North American Rockwell OV-10 Bronco je turbovrtulový lehký útočný a pozorovací letoun. Letoun byl vyvinut v 60. letech 20. století pro boj proti povstalcům (Counter-insurgency aircraft/COIN) a jeho hlavní úlohou je řízení letecké podpory pro pozemní jednotky nad bojištěm (FAC). Letoun je schopný zůstat ve vzduchu více než pět hodin.

## Vývoj

### Pozadí
Již během 2. světové války používala vojska Spojených států lehké původně civilní letouny pro řízení dělostřelecké palby a blízkou leteckou podporu, přičemž zjistila, že to je velice účinné. Dobré výsledky přineslo i nasazení podobných letounů ve válce v Koreji, proto se americká námořní pěchota začala koncem 50. let 20. století ohlížet po novém stroji pro podobné účely.
Původní vize vznikla počátkem 60. let 20. století během neformální spolupráce mezi W. H. Beckettem a plukovníkem K. P. Ricem (USMC), kteří se setkali na základně China Lake v Kalifornii, nedaleko které oba žili. Konceptem bylo jednoduché, na údržbu nenáročné, robustní letadlo pro blízkou leteckou podporu útočících jednotek. V té době však americká armáda experimentovala s vyzbrojenými vrtulníky (určitý zájem však jevila o podobný letoun pro řízení dělostřelecké palby) a americké letectvo se blízkou leteckou podporou pozemních jednotek nezabývalo.
Navržený letoun měl operovat z předsunutých leteckých základen, přičemž měl využívat jako přistávací dráhu běžné silnice. Rychlost letounu se měla pohybovat od velmi nízké až po střední podzvukové s velkou vytrvalostí ve vzduchu, čemuž nemohl vyhovět proudový pohon letounu. Naopak turbovrtulové motory mohly poskytnout lepší výkony než pístové motory. Zbraně měl mít letoun namontovány v ose letounu. Navrhovatelé preferovali použití automatických bezzákluzových kanónů, které neměly zpětný ráz a zároveň měly menší hmotnost než rakety. Trup měl být navržen tak, aby se zmenšilo riziko poškození od výbuchu.
Beckett a Rice na základě požadavků rozvinuli základní návrh a pokusili se postavit prototyp letounu ze skelných vláken v garáži. Úsilím těchto nadšenců vznikla i jakási neoficiální dokumentace popisující návrh. W. H. Beckett, který odešel od námořní pěchoty, začal pracovat pro společnost North American Aviation, které následovně prodal navržený letoun.
Rice poznamenal:

„Vojenská definice požadavků na letouny STOL umožňovala vzlet a přistání ve většině oblastí ve kterých mohl být veden boj. Dále letoun byl navržen k použití běžných silnic, takže může operovat i z džungle, kde je mýtin málo a jsou daleko od sebe. Výsledkem bylo, že rozpětí křídel bylo omezeno na 20 stop a silný podvozek s rozchodem 6,5 stopy měl umožnit působení ze silnic. Měla tu být možnost i plování na vodě…“
„...bylo žádoucí, aby byl návrh sestaven z různých částí, tak aby se dal jednoduše rozložit a uskladnit v boxu, který by se vešel na nákladní automobil 6×6 spolu se vším vybavením pro jeho sestavení v poli.“

### Lehký ozbrojený průzkumný letoun (LARA)
S nástupem Kennedyho vlády v roce 1961 potřeba takového letounu vzrostla v souvislosti se zhoršující se situací ve Vietnamu. Ozbrojený značkovací letoun se zdál výborným řešením pro boj proti povstalcům v džungli. Takové levné jednoduché letouny mohly používat jak americké síly, tak i síly spojenců, pro které by mohlo být pořízení vyspělejších strojů příliš nákladné a náročné na provoz. Ministr obrany Robert McNamara prosazoval co největší sjednocení výzbroje a vybavení kvůli snížení ceny, zjednodušení dopravy a výcviku.
Společné specifikace na lehký ozbrojený průzkumný letoun (Light Armed Reconnaissance Aircraft – LARA) byly schváleny a vydány americkým námořnictvem (US Navy), letectvem (USAF) a armádou (US Army) na konci roku 1963. Požadavky na LARA byly založeny na aktuální potřebě na nový všestranný lehký útočný a pozorovací letoun pro „boj v džungli“. Existující vojenská pozorovací letadla O-1 Bird Dog a O-2 Skymaster, byla považována za zastaralá, příliš pomalá a s malou nosností pro takovou všestrannou roli.
Požadavky zněly na dvoumotorový dvoumístný letoun, který je schopný nést minimálně 2 400 liber (1 090 kg) nákladu, šest výsadkářů a schopný snést zatížení od +8 G do -3 G. Měl být také schopen působit z letadlových lodí, létat rychlostí maximálně 350 mph (563 km/h), vzlétnout na předsunuté dráze dlouhé maximálně 800 stop (360 m) a měla být možnost jednoduché úpravy na hydroplán. Letoun měl mít akční rádius 80 km (50 mil) s vytrvalostí zůstávat nad cílem alespoň hodinu a měl bezpečně létat na jeden motor. Letoun měl nést nejrůznější výzbroj, která zahrnuje kulomety ráže 7,62 mm s 2 000 dávkami střeliva a externě nesené zbraně o hmotnosti až 1 100 kg (2 400 liber), mezi které patřily nejrůznější bomby, raketnice s neřízenými raketami, letecké kanóny 20 mm a střely vzduch-vzduch AIM-9 Sidewinder. Letoun LARA měl sloužit i jako lehký transportní letoun, přičemž měl dopravovat až 900 kg nákladu nebo 6 výsadkářů nebo 2 nosítka s doprovodem.
Bylo předloženo jedenáct předběžných návrhů. Devět z nich bylo: Grumman Model 134R tandemová verze letounu OV-1 Mohawk používaná americkou armádou, Goodyear GA 39, Beechcraft PD-183, Douglas D-855, Convair Model 48 Charger, Helio 1320, Lockheed CL-760, návrh společnosti Glenn L. Martin Company a North American/Rockwell NA-300.
V srpnu 1964 byl vybrán návrh NA-300. Kontrakt na dodání sedmi prototypů byl podepsán v říjnu 1964. Convair protestoval proti tomuto rozhodnutí a postavil přesto prototyp letounu s krátkými křídly Model 48 Charger, který poprvé vzlétnul 29. prosince 1964. Tento stroj měl rovněž dva trupy a celkově měl podobné uspořádání jako OV-10. Letoun Charger, který překonával výkony OV-10 v některých ohledech, havaroval 19. října 1965 po 196 zkušebních letech. Convair následně ukončil spory o výběr letounu.
První letoun NA-300 neboli YOV-10A, jak byl označen armádou, odstartoval ke svému prvnímu letu 16. července 1965 ve městě Columbus (stát Ohio). První sériové letouny byly oficiálně převzaty námořní pěchotou a letectvem v roce 1968. Námořní pěchota Spojených států obdržela 114 letounů a letectvo Spojených států obdrželo 157 letounů OV-10A.
Mezi prototypy a sériovými stroji bylo několik rozdílů. První YOV-10A neměl křidélka pro kulomety, rozpětí křídel měl menší o 1,5 m a byl poháněn motory T76-G-6/8 s výkonem 492 kW. Další prototypy již křidélka měly, ale byla montovaná vodorovně a nikoli šikmo směrem dolů. Sedmý prototyp byl osazen alternativními motory Pratt & Whitney Canada PT6A.
Výsledný letoun se však odchýlil od původního návrhu, protože Ministerstvo obrany USA trvalo na křídlech dlouhých 40 stop, což letoun činilo závislým na širokých drahách. Rice uzavírá:

„Původní představa malého jednoduchého letounu, který mohl operovat blízko podporovaných jednotek, byla téměř kompletně vykuchána „systémem“. Schopnost působit ze silnic měla být ignorována a výkon byl ohrožen kompromisním krátkým rozpětím křídel 30 stop, dalšími 1 000 librami na těžký polní podvozek a dalšími 1 000 librami elektroniky. „Lehký a jednoduchý“ letoun měl plnou přístrojovou výbavu, vystřelovací sedadla a sedm externích závěsů. Návrh použití pozemních zbraní a pumovnice měl být ignorován, ačkoliv letoun byl opatřen čtyřmi středními kulomety M60. Navzdory tomuto nárůstu (téměř dvojnásobná velikost a hmotnost proti letounu postavenému doma), měl YOV-10 stále velký potenciál. Sice by nebylo dosaženo výhody integrace s pozemními jednotkami, ale přesto měl stále schopnosti, které byly stále cenné a jedinečné.“

V následujících letech letouny Bronco prováděly pozorování, funkci leteckého návodčího, doprovod vrtulníků, ozbrojený průzkum, lehký letecký transport a omezené pozemní útoky. Letouny dále prováděly radiologický průzkum, taktické letecké pozorování, označování cílů pro dělostřelectvo a námořní palbu, letecké řízení taktické letecké podpory a frontové linie, ale také letecké snímkování z malých výšek.

### Plánovaná modernizovaná varianta
Boeing nedávno předložil vnitřní plány na postavení modernizované vylepšené verze letounu OV-10 Bronco, která byla označena OV-10X, která by zabezpečila splnění požadavků na lehký útočný letoun. Podle Pentagonu a zástupců leteckého průmyslu by si letoun mohl udržet většinu svého robustního uspořádání z 60. let 20. století, ale kompletní modernizací by prošel kokpit, který by měl digitalizované ovládání pomocí displejů a počítačů. Nový letoun měl nést i nové senzory pro zpravodajskou činnost a přesně naváděnou výzbroj. Boeing uvedl, že mezinárodní zájem na obnovení výroby roste, a letoun by mohl konkurovat jiným lehkým útočným letounům jako jsou například T-6B Texan II, A-67 Dragon a EMB 314 Super Tucano.
3. února 2010 během Air show v Singapuru společnost Boeing oznámila, že mezinárodní zájem o takový letoun je tak velký, že by bylo možné pokračovat ve vývoji i v případě, že by nevyhrála kontrakt na dodání 100 letounů pro lehké útoky/ozbrojený průzkum pro USAF.

## Popis

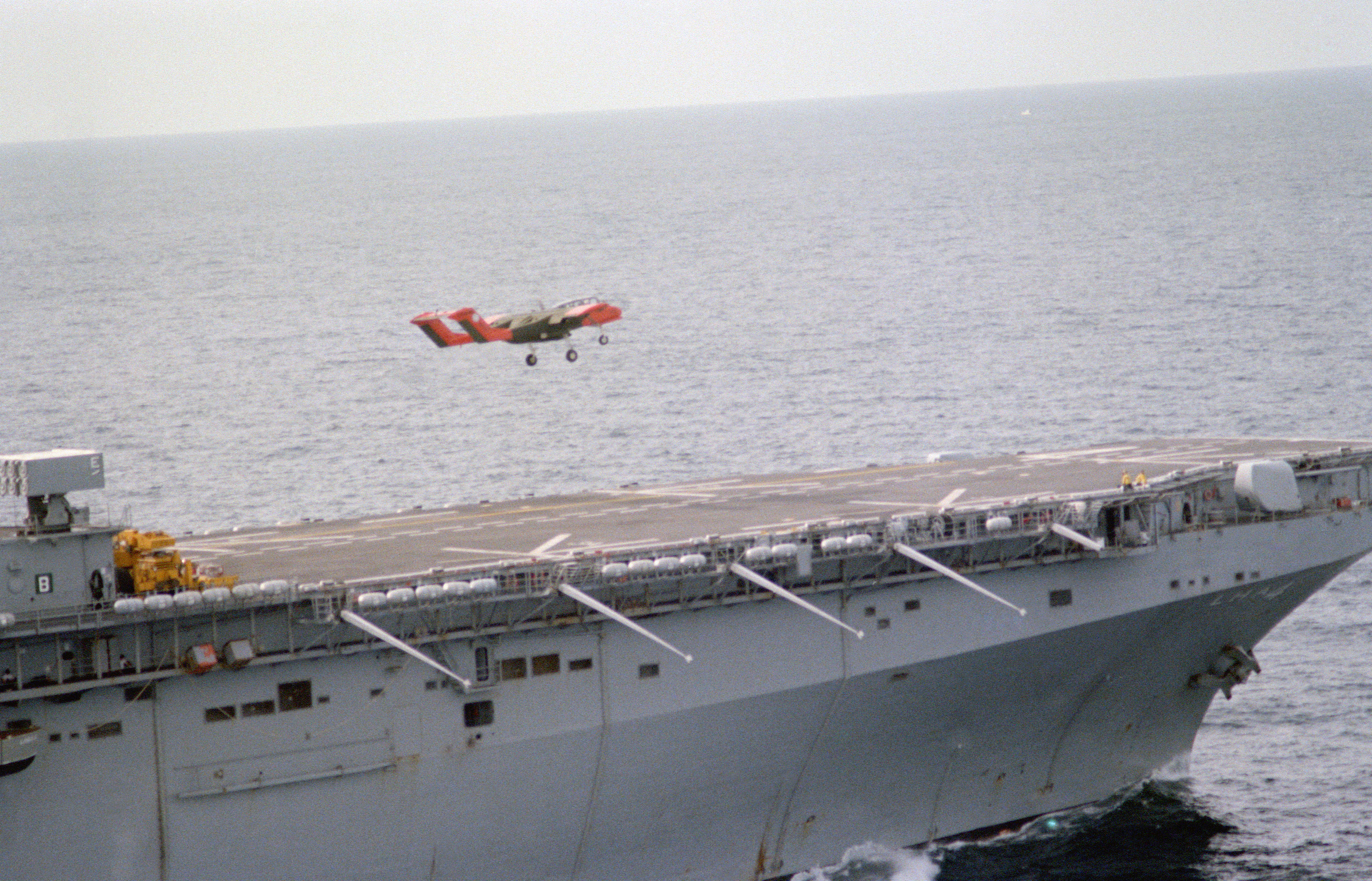
OV-10A Bronco (letka VMO-1) startuje z paluby lodi USS Nassau (LHA-4) v roce 1983.

OV-10 je hornoplošník, má krátký střední trup s kabinou pro posádku a náklad, a dva trupy, které jsou pokračováním gondol motorů a nesou ocasní plochy. Charakteristickým znakem letounu je kombinace dvou trupů, které jsou vzadu propojeny vysoko položenou vodorovnou ocasní plochou (stabilizátorem). Zatahovací podvozek je tříbodový s předním kolem, které se zatahuje dopředu do trupu, zatímco hlavní podvozky se zatahují dozadu do dvojice trupů. Přední podvozek je otočný 55 stupňů na každou stranu. Podvozek je robustní odolné konstrukce s tlumiči a širokými nízkotlakými pneumatikami, které letounu umožňují působit i z velmi špatných ploch.
Posádka letounu je dvoučlenná s tandemovým uspořádáním sedadel. Pilot sedí na předním sedadle a pozorovatel na zadním. Velký překryt kokpitu poskytuje výborný výhled z letounu, protože je širší než trup stroje. Oba členové posádky sedí ve vystřelovacích sedadlech Rockwell LW-3B s charakteristikou „nula-nula“, přičemž sedadla jsou v horní části opatřena klínem k proražení krytu kokpitu. Pozorovatel se může vystřelit z letounu sám, zatímco pilot vystřeluje sebe i pozorovatele.
Bronco má za sedadlem pozorovatele i nákladní prostor o objemu 3,12 m3, do kterého může být umístěno až 1 450 kg nákladu.
Letoun byl navržen pro působení z předsunutých základen, má schopnosti letounu STOL (krátký vzlet a přistání), může působit z palub letadlových lodí a rozlehlých palub výsadkových plavidel, přičemž nepoužívá katapult při startu ani zachycení hákem za lano při přistání. Navíc byl letoun OV-10 navržen pro start a přistání na neupraveném terénu. Opravy mohou být prováděny jen základními nástroji a ke spuštění motorů není třeba žádného pozemního vybavení. Pokud je to nezbytné může letoun létat na běžný automobilový benzín s vysokým oktanovým číslem za cenu malé ztráty výkonu.

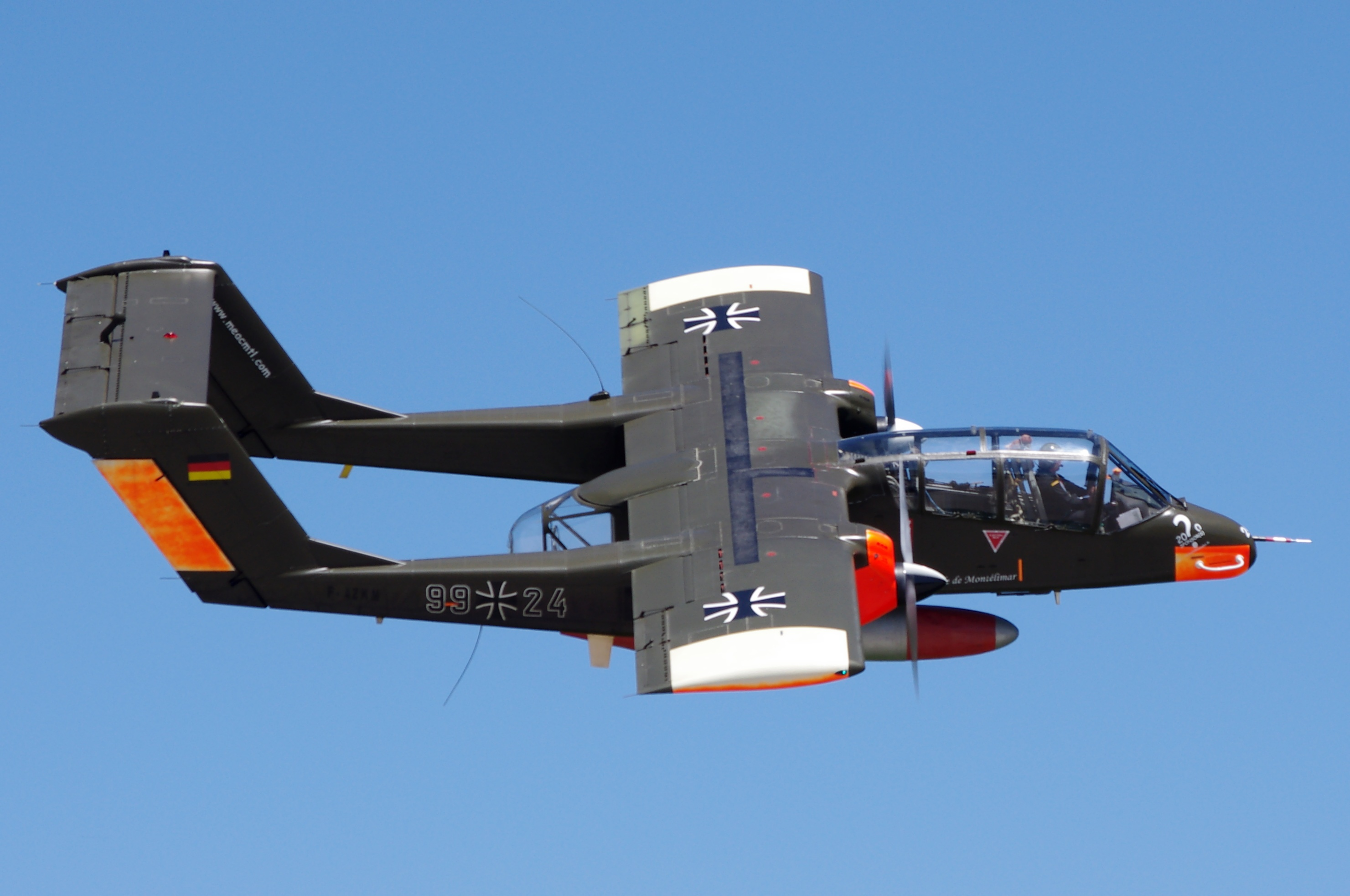
Německý letoun OV-10B.

Letoun je poháněn turbovrtulovými motory o výkonu 535 kW, přičemž každý motor se otáčí na jinou stranu, aby byl potlačen vliv točivého momentu, který u vrtulových strojů způsobuje, že stroj má tendenci samovolně zatáčet na opačnou stranu, než se otáčí vrtule. Na pravou stranu se tedy montuje motor Garrett-AirResearch T76-G-10 a na levou stranu motor Garrett-AirResearch T76-G-12. Vrtule jsou třílisté nastavitelné. Motory a trup jsou umístěny pod křídlem, což umožňuje pozemnímu personálu snadný přístup při údržbě a zároveň i zlepšuje výhled z letounu směrem dolů. Letoun má vytrvalost ve vzduchu s přídavnými nádržemi až pět a půl hodiny. Pokud je vyjmuto zadní sedadlo letoun může přepravit až 1 450 kg (3 200 liber) nákladu, 5 výsadkářů nebo 2 pacienty na nosítkách s jejich doprovodem. Hmotnost prázdného letounu činí 3 161 kg, letoun s natankovaným palivem a posádkou má hmotnost 4 494 kg a maximální vzletová hmotnost činí 6 552 kg (14 446 liber).
Ve spodní části středního trupu jsou umístěna malá křidélka, která zlepšují letové vlastnosti snížením aerodynamického odporu pod trupem letounu. U prototypu byla tato křidélka namontována vodorovně, ale během zkoušek byla jejich poloha upravena. Umístěním těchto „pahýlů“ křidélek se sklonem dolů bylo zajištěno lepší odhození nesené munice. V těchto křidélkách byly běžně umístěny čtyři kulomety M60C ráže 7,62 mm s 500 náboji na kulomet. Přístup k těmto kulometům byl umožněn skrze velké poklopy na horní straně každého křidélka. Na křidélcích byly umístěny i čtyři závěsy pro bomby, kontejnery a přídavné nádrže. Tyto závěsy byly nízko nad zemí a lehce se obsluhovaly pozemním personálem. Další dva závěsy byly pod vlastními křídly a jeden pod trupem letounu, na který se často umísťovala přídavná nádrž o objemu 1 137 l (300 galonů).
Raketová výzbroj ve válce ve Vietnamu se většinou sestávala ze sedminásobných raketnic 2,75 palce se značkovacími nebo vysoce explozivními raketami nebo 5 čtyřnásobných raketnic s raketami Zuni ráže 127 mm. Dále letouny nesly bomby, seismické senzory (ADSIDS), světlice a další vybavení.
Operační zkušenosti odhalily některé slabiny letounu OV-10. Letoun měl vážný nedostatek výkonu. To přispělo k haváriím ve Vietnamu v kopcovitém terénu, protože piloti nedokázali tak rychle stoupat. Pokud letoun ztratil jeden motor při rychlosti pod 220 km/h, bylo standardní procedurou okamžité opuštění stroje. Zatímco specifikace tvrdily, že letoun může dosáhnout výšky až 26 000 stop (7 900 m), ve Vietnamu byly stroje schopny dosáhnout maximálně 18 000 stop (5 500 m). Také žádný pilot OV-10 nepřežil nouzové přistání letounu. Kabina letounu nebyla klimatizována, takže posádka trpěla občas v kabině, která se podobala skleníku, vysokou teplotou.

## Operační historie
OV-10 sloužil u amerického letectva (USAF), námořní pěchoty (USMC) a námořnictva (US Navy). Dále sloužil v ozbrojených silách několika dalších zemí. Celkem 81 letounů OV-10 Bronco bylo ztraceno z různých příčin během války ve Vietnamu – letectvo ztratilo 64, námořnictvo 7 a námořní pěchota 10 strojů.

### Námořní pěchota Spojených států

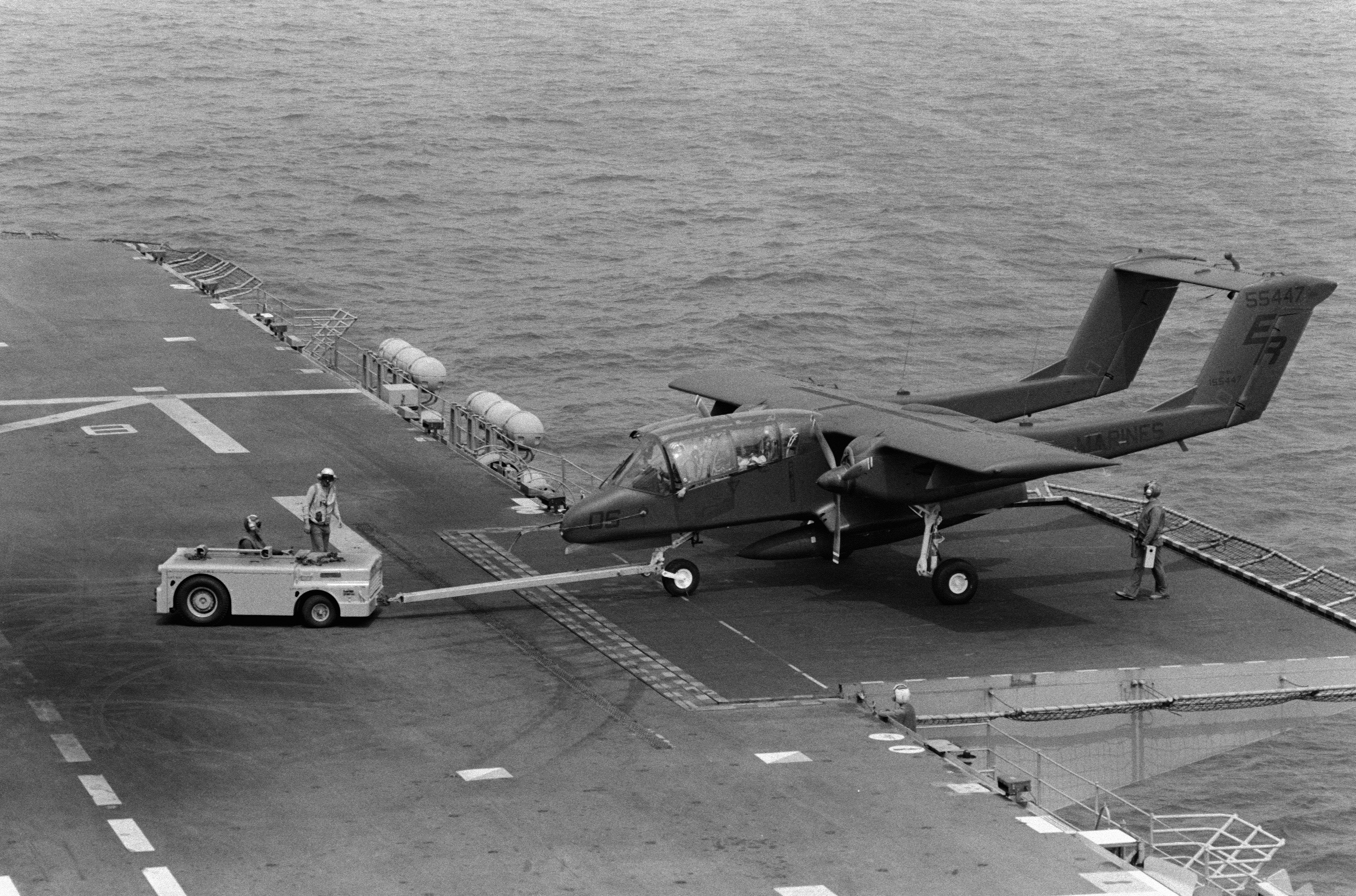
OV-10A (letka VMO-1) působící z lodi USS Nassau (LHA-64) v roce 1983.

Letouny OV-10 jako první obdržela námořní pěchota Spojených států. Obě pozorovací letky námořní pěchoty (označované VMO) měly 18 letadel – 9 letounů OV-10A a 9 letounů OV-10D pro noční pozorování. Byly založeny také záložní pozorovací letky. Svůj bojový křest u námořní pěchoty ve Vietnamu si odbyly 6. července 1968. Letouny OV-10 operovaly jako letečtí návodčí v první linii, podnikaly lehké útoky, noční útoky s použitím světlic a doprovázely vrtulníky.
Na rozdíl od letectva však měla námořní pěchota zájem i na vylepšení letounů Bronco. Tato zlepšení měla spočívat v nových senzorech pro boj v noci a těžší výzbroji. V rámci programu americké námořní pěchoty „OV-10 Night Observation Gunship (NOGS)“ bylo upraveno několik letounů OV-10A k nočním akcím a byly předány USMC v roce 1970 ke zkouškám.
Letouny neměly křidélka s kulomety a místo nich nesly výzbroj v podobě kanónu ráže 20 mm M197 ve věžičce vzadu pod trupem. Pro zásobu munice a systémy ovládání věžičky byl využit nákladový prostor letounu. Nos letounu byl prodloužen o 76 cm kvůli umístění infračervené věžičky se senzory (FLIR). Závěsy pod křídly u této verze, na rozdíl od předchozí, umožňovaly nést přídavné palivové nádrže na 379 litrů (100 galonů). Střely AIM-9 Sidewinder již nebyly dále používány. Zkoušky těchto letounů byly ve Vietnamu úspěšné, i když s jistými úpravami požadovanými námořní pěchotou. Plánované úpravy letounu však byly značně omezeny úsporami finančních prostředků. Z letounů NOGS, které nesly i označení YOV-10D, byly vyvinuty letouny verze OV-10D, které nesly i laserový značkovač, ale již nenesly kanón.

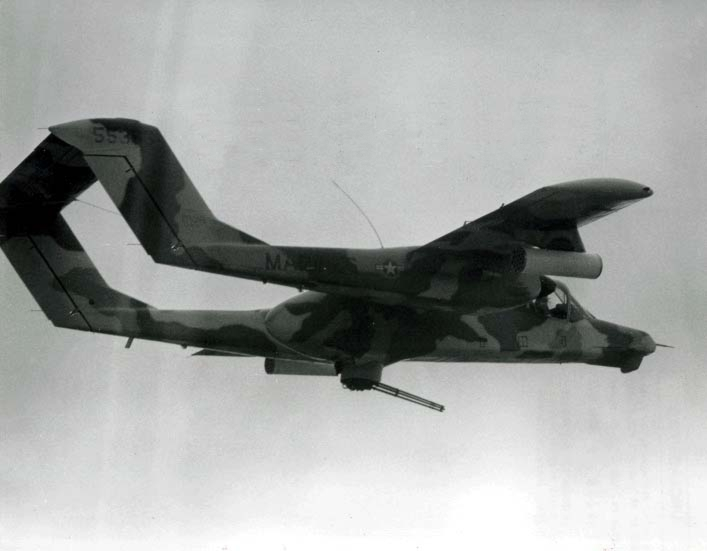
Prototyp YOV-10D (NOGS) za letu.

I v 80. letech 20. století pokračovala námořní pěchota ve vylepšování svých strojů. Tato vylepšení spočívala hlavně v instalaci obranných systémů (výmetnice světlic a klamných cílů), systému varování při zaměření radarem a obranného systémemu AN/ALQ-144 proti střelám naváděným infračerveným (tepelným) zářením.
V roce 1985 se USMC rozhodla k dalšímu vylepšení 23 strojů OV-10A a 14 strojů OV-10D na verzi OV-10D+. Toto vylepšení spočívalo v prodloužení životnosti draku letounu, vylepšení motorů a věžičky FLIR, vylepšení avioniky a částečným digitalizováním kokpitu. Obnovena byla i schopnost nést rakety AIM-9 Sidewinder na závěsech pod křídly.
Z námořní pěchoty byly vyřazeny v roce 1994 po jejich posledním působení během operace Pouštní bouře, kde také zaznamenaly poslední ztráty letounů OV-10 u amerických sil. Mezi těmito ztrátami byly dva letouny, které byly ztraceny v důsledku nedostatečné ochrany proti teplem naváděným střelám. Letoun byl také pomalý, což jej činilo lákavým cílem pro protiletecké zbraně. Po vyřazení byla většina provozuschopných letounů označena civilní registrací pro různé vládní agentury a část jich byla prodána do zahraničí.

### Letectvo Spojených států
USAF získalo letouny Bronco hlavně pro roli leteckých návodčích nad bojištěm. První bojové letouny USAF OV-10A přiletěly do Vietnamu 31. července 1968 k funkčnímu testování a hodnocení letounu. Tato zkušební letadla byla připojena k 19. letce taktické letecké podpory v rámci 504. skupiny taktické letecké podpory na základně Bien Hoa v Jižním Vietnamu. Toto testování zahrnovalo plné mise ve všech jeho rolích leteckého návodčího, které zahrnovaly řízení denních i nočních útoků, palby dělových lodí, pozorování škod po bombardování, vizuální průzkum, řízení dělostřelecké palby ze vzduchu a doprovod letadel zapojených v operaci Ranch Hand. Operace „Combat Bronco“, během které byly tyto letouny testovány, skončila 30. října 1968.
Po ukončení Combat Bronco začalo USAF umísťovat větší počty letounů OV-10 k 19. TASS (Letka taktické letecké podpory) v Bien Hoa, k 20. TASS v Da Nang a 23. TASS v Nakhom Phanom (Thajsko). Letouny 23. letky taktické letecké podpory podporovaly například americké operace ve Vietnamu pod názvy Igloo White a Prairie Fire/Daniel Boone.

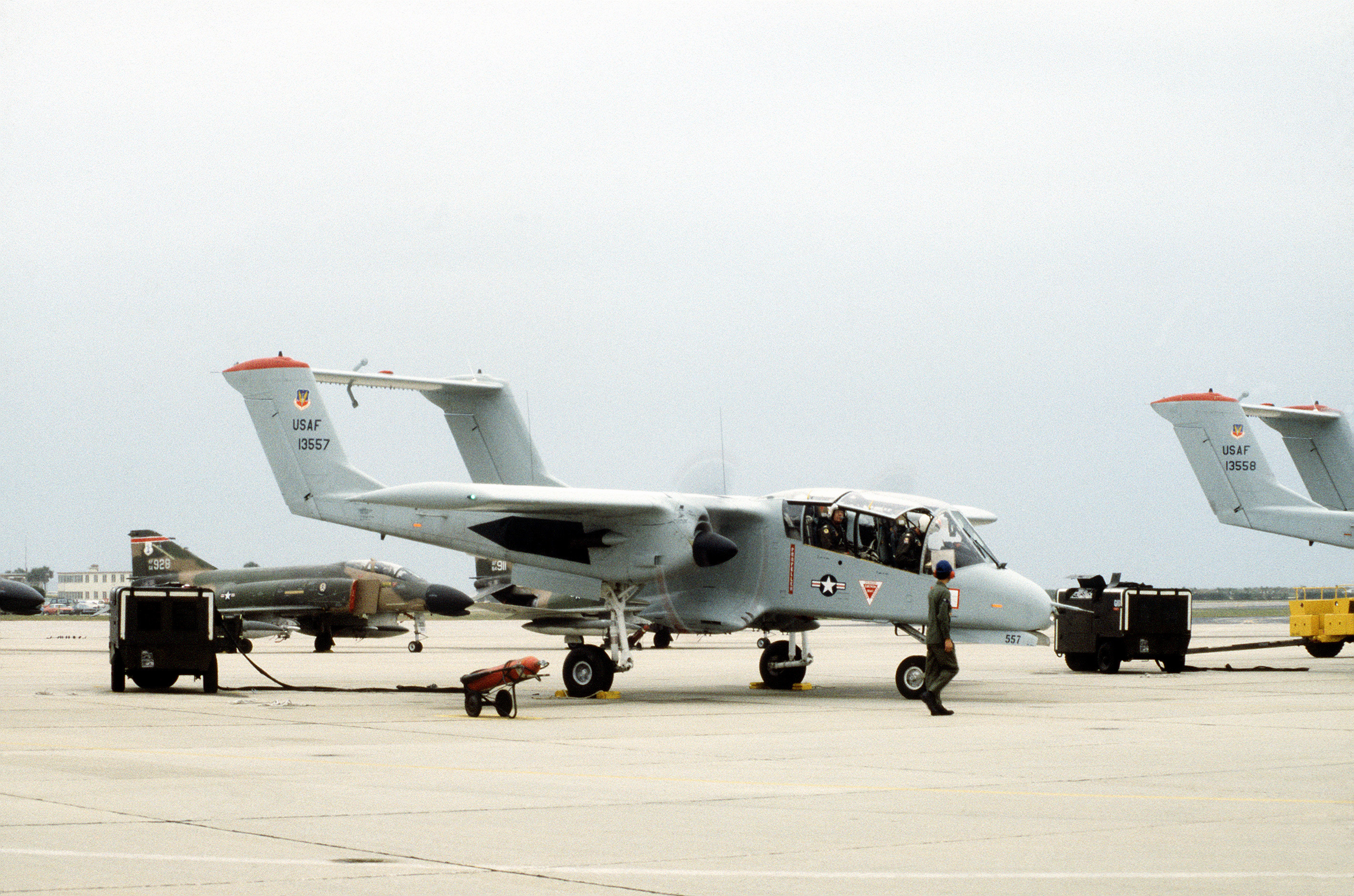
OV-10A na letecké základně Patrick na Floridě v roce 1980.

V dubnu 1969 USAF provedlo operační zkoušky pod názvem „Misty Bronco“, k vyhodnocení, zda je možné letouny OV-10A používat jako lehká útočná letadla. Výsledky byly kladné a od října 1969 začaly být všechny letouny OV-10A USAF vybavovány municí pro své kulomety ráže 7,62 mm. Proti pozemním cílů začaly být používány vysoce explozivní rakety ráže 70 mm.
V roce 1971 obdržela 23. letka upravené letouny OV-10A Bronco v rámci projektu „Pave Nail“. Letouny obdržely kontejner s laserovým značkovačem, speciální noční a další vybavení. Volací znak „Nail“ byl charakteristický pro tuto letku. Tyto letouny podporovaly zadržování nepřátelských jednotek a přerušování zásobovacích tras na Ho Či Minově stezce, kdy označovaly laserem cíle pro laserem naváděné bomby shazované z letounů F-4 Phantom II. Po roce 1974 byly tyto letouny vráceny zpět na standard nemodifikovaných OV-10A.
Poslední ze 157 letounů OV-10A byl dodán USAF v dubnu 1969. Letectvo ztratilo ve Vietnamu 64 letounů OV-10 z různých příčin. Na konci 80. let 20. století zahájilo letectvo výměnu letounů OV-10 za stroje OA-37B a OA-10A. Na rozdíl od námořní pěchoty letectvo neposlalo své letouny Bronco do války v Perském zálivu, protože je považovalo za příliš zranitelné. Poslední dvě letky USAF vybavené letouny Bronco – 19. a 21. letka taktické podpory – vyřadily své letouny OV-10 k 1. září 1991.
V roce 2012 byly OV-10 reaktivovány a od května 2015 pokusně operačně nasazeny v Iráku proti Islámskému státu. Oba letouny během 82denního nasazení provedly více než 134 bojových letů.

### Námořnictvo Spojených států

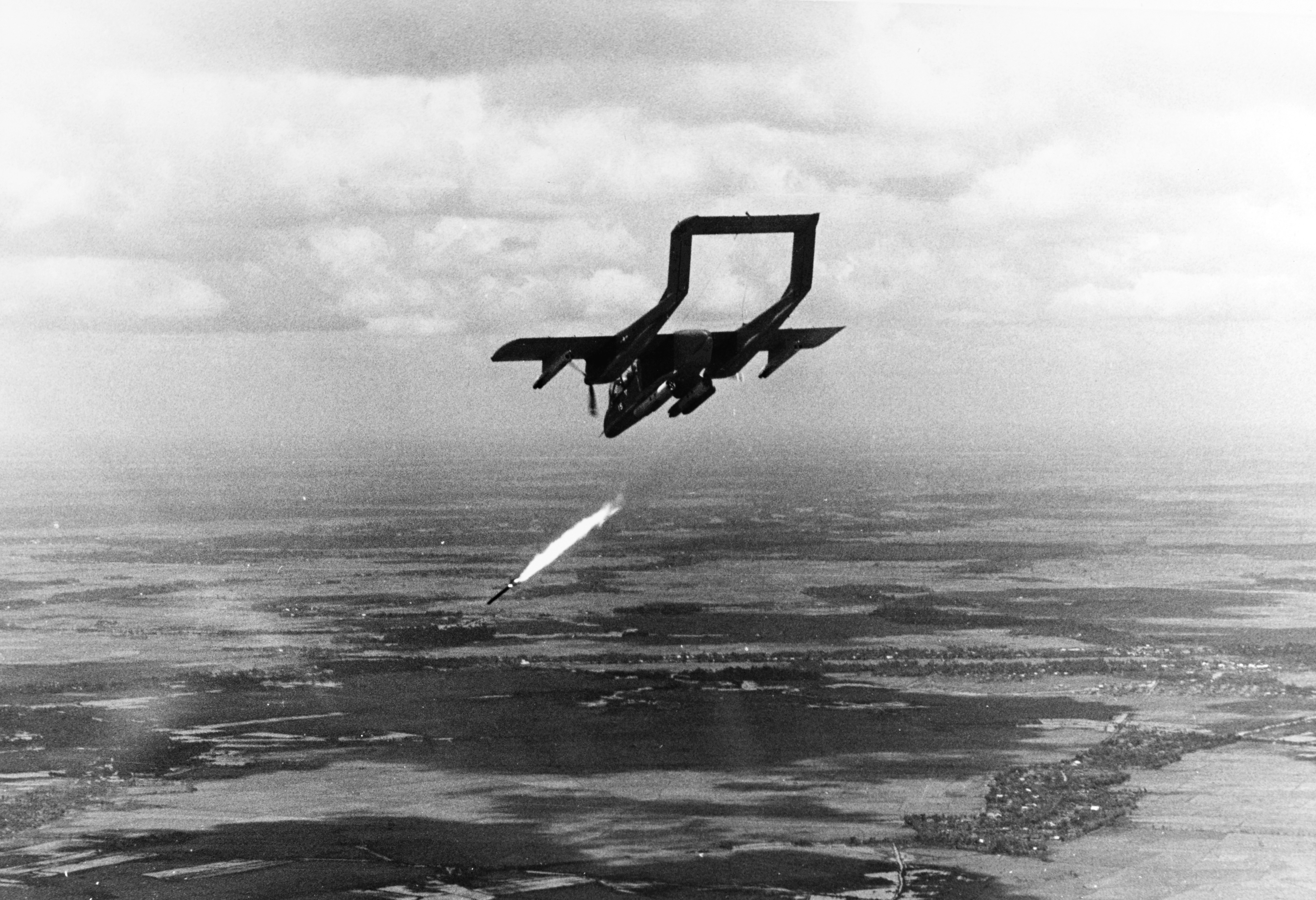
OV-10A (letka VAL-4) útočí na cíl ve Vietnamu

Americké námořnictvo (US Navy) vytvořilo 3. ledna 1969 lehkou útočnou letku (VAL-4) „Black Ponies“. Tato letka působila ve Vietnamu od dubna 1969 do dubna 1972. Námořnictvo používalo letouny OV-10A Bronco jako lehká útočná letadla k narušování nepřátelské logistiky a k palebné podpoře jednotek námořní pěchoty, SEALS a říčních člunů. Tyto role letoun plnil úspěšně, i když námořnictvo ztratilo během války ve Vietnamu sedm strojů z nejrůznějších příčin. Kromě letounů pro tréninkové účely letouny OV-10 spolupracovaly i s protiponorkovou letkou VS-41 na námořní letecké základně North Island v Kalifornii, USA. Letka VAL-4 byly jedinou letkou námořnictva, která používala tyto letouny a tato letka byla rozpuštěna krátce po skončení války ve Vietnamu. Letouny, které zbyly námořnictvu po rozpuštění letky VAL-4, byly následně předány námořní pěchotě Spojených států.

### Německo
Spolková republika Německo získala určitý počet letounů Bronco k vlekání cvičných cílů jako náhradu ze stroje Hawker Sea Fury. Letouny byly označeny OV-10B. Německo jich obdrželo 6, přičemž první vzlétnul v dubnu 1970. Tyto letouny neměly „pahýly“ křidélek s kulomety, cvičný cíl byl nesen na středním závěsu pod trupem. Zadní sedadlo bylo otočeno dozadu a zadní část středního trupu byla prosklená, aby mohl operátor sledovat cvičný cíl.

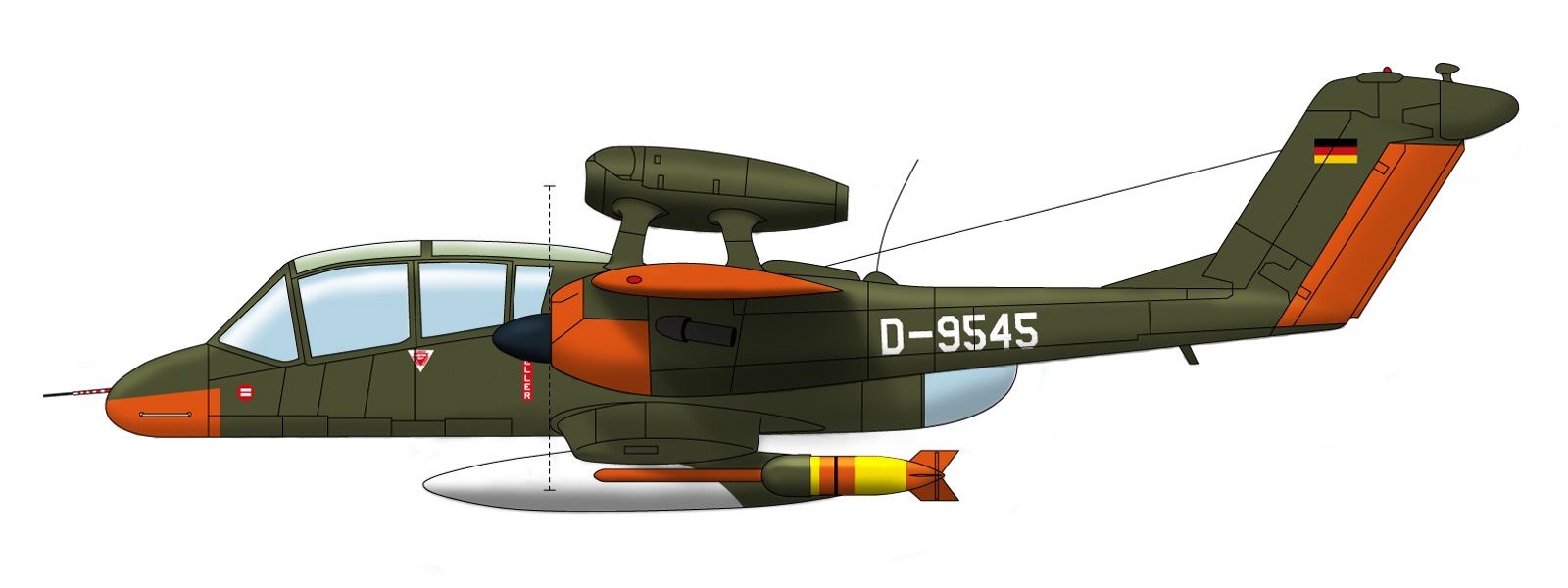
Německý OV-10B(Z).

Německo rovněž obdrželo 12 letounů OV-10B(Z), které byly stejné jako stroje OV-10B, ale měly navíc namontován na pylonu nad středním trupem na křídle proudový motor General Electric J85-GE-4 s tahem 13,1 kN. Proudový motor zvýšil rychlost letounu o 160 km/h, ztrojnásobil jeho stoupavost a zkrátil na polovinu jeho vzletovou dráhu. První z nich vzlétnul v září 1970.
Všechny letouny OV-10 byly vyřazeny na počátku 90. let 20. století pro potíže s dostupností náhradních dílů. Letouny nahradily stroje Pilatus PC-9.

### Kolumbie
V roce 1991 USAF poskytla kolumbijskému letectvu 12 letounů OV-10A. Později byly dodány i 3 OV-10A od námořní pěchoty. Kolumbie používá letouny při akcích proti povstalcům. Nejméně jeden byl ztracen v boji.

### Indonésie
Indonésie zakoupila 12 letounů OV-10F a používala je stejně jako Spojené státy při akcích proti povstalcům. Indonéské letouny však byly osazeny těžkými kulomety Browning ráže 12,7 mm místo původních kulometů ráže 7,62 mm. Tyto letouny hrály důležitou roli při invazi Indonésie do Východního Timoru v prosinci 1975 a při zajišťování protipovstaleckých operací. V roce 1977 byly rovněž použity při leteckém bombardování vesnic kmene Amungme v okolí dolů společnosti Freeport-McMoRan na Západní Papui, jako reakce na útoky povstalců z organizace OPM proti důlním zařízením a byly použity i proti vesnicím kmene Dani v údolí Baliem rovněž na Západní Papui v reakci na povstání proti vynuceným volbám v Indonésii.

### Filipíny
Filipínské letectvo obdrželo 24 letounů OV-10A z amerických zásob v roce 1991, později je následovalo 9 dalších rovněž ze Spojených států a 8 od Thajského královského letectva (madel OV-10C) v letech 2003–2004. Letouny začaly působit u 16. a 25. letky v rámci 15. útočného leteckého křídla na základně Sangley Point v Cavite. Filipínské letectvo používalo Bronca k záchranným a protipovstaleckým operacím v různých částech Filipín. První dvě ženy ve funkcích pilotů u Filipínského letectva létaly se stroji OV-10 v rámci 16. letky. Tato letka prováděla protiteroristické operace na ostrovech Jolo. Letouny OV-10 Bronco byly opakovaně použity při leteckých útocích na pozice Islámské fronty osvobození lidu Moro (Moro Islamic Liberation Front, MILF) během bojů v roce 2011.

### Thajsko

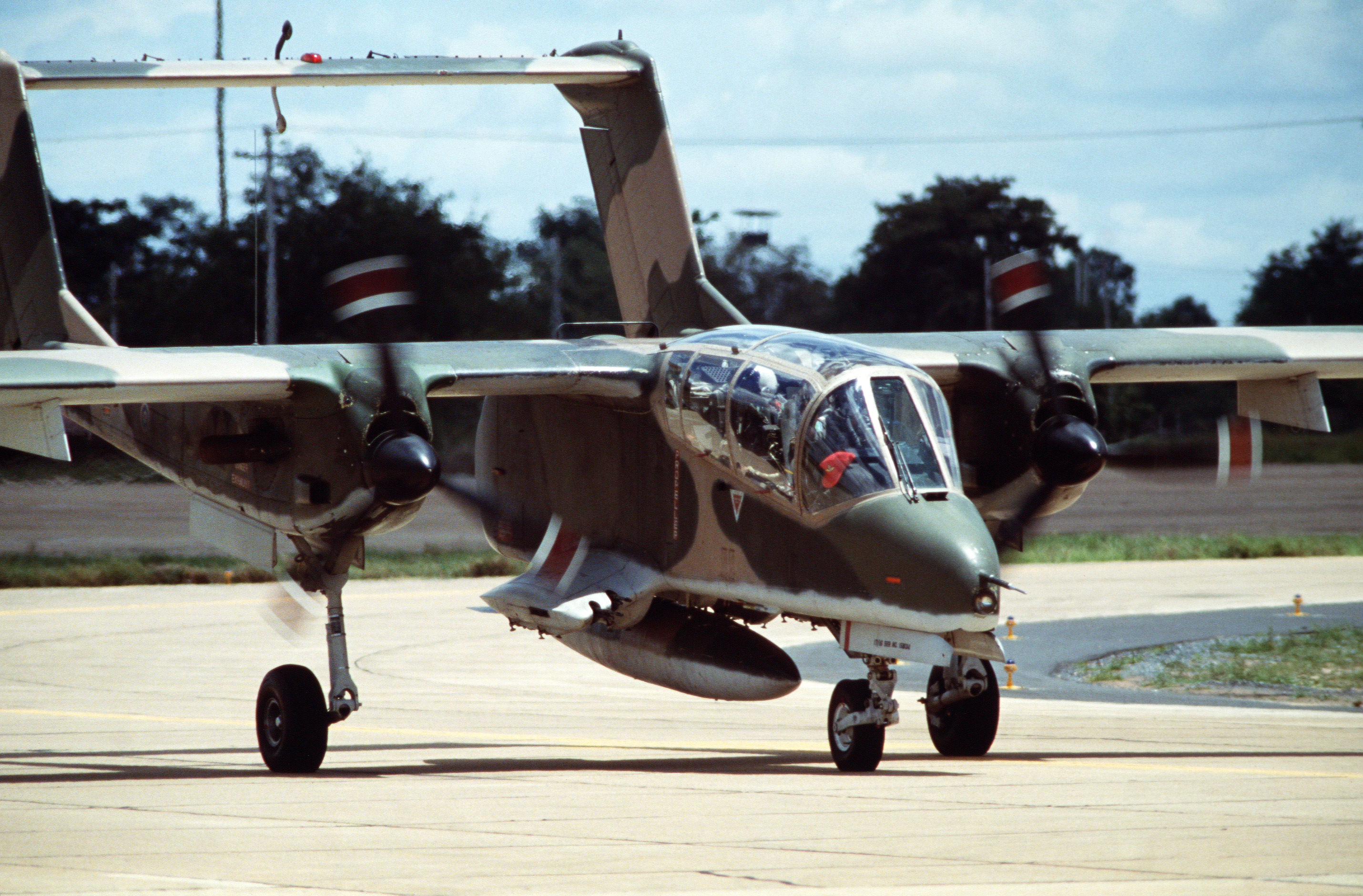
Letoun OV-10C RTAF, Korat, rok 1987

Thajské královské letectvo zakoupilo 32 nových letounů OV-10C na počátku 70. let pro protipovstalecké operace. Údajně se podílely na většině thajských bombardovacích misí až do zprovoznění letounů F-5E. Jeden čas dokonce Thajsko používala Bronca jako letadla protiletecké obrany. V roce 2003 byly vyřazeny ze služby a v roce 2004 thajské královské letectvo věnovalo část letounů OV-10 Filipínám. Dva letouny OV-10 jsou vystaveny v muzeu Tango Squadron Wing 41 Museum v Chiang Mai a v muzeu RTAF v Bankoku.

### Venezuela
Venezuelské letectvo provozovalo řadu nově vyrobených letounů OV-10E a letounů OV-10A (od USAF). 27. listopadu 1992 byly letouny široce použity během pokusu o puč, který zorganizovali důstojníci proti presidentovi, kterým byl Carlos Andrés Pérez. Letouny shazovaly bomby a odpalovaly rakety proti policii a vládním budovám v Caracasu. Během povstání byly ztraceny čtyři letouny Bronco, přičemž dva byly sestřeleny stíhačkami F-16 Falcon, jejichž posádky zůstaly na straně presidenta.
Venezuelské OV-10 mají být v následujících letech vyřazeny. Jako náhradu za ně se Venezuela pokusila získat letouny Embraer Super Tucano, ale nebyla dosažena žádná dohoda. Některé zdroje hovoří o tom, že venezuelská vláda se rozhodla nenahrazovat letouny letadly s pevnými křídly. Místo toho by měly být nahrazeny ruskými vrtulníky Mi-28.

### Maroko
Maroko obdrželo v roce 1981 šest rekonstruovaných letounů od námořní pěchoty Spojených států. Tyto stroje byly použity v bojích s povstalci Polisario. Všechny již byly vyřazeny.

### Libanon
V 2009 Spojené státy nabídly Libanonu 10 odzbrojených letounů OV-10 k provádění průzkumu.

### Civilní použití

#### NASA

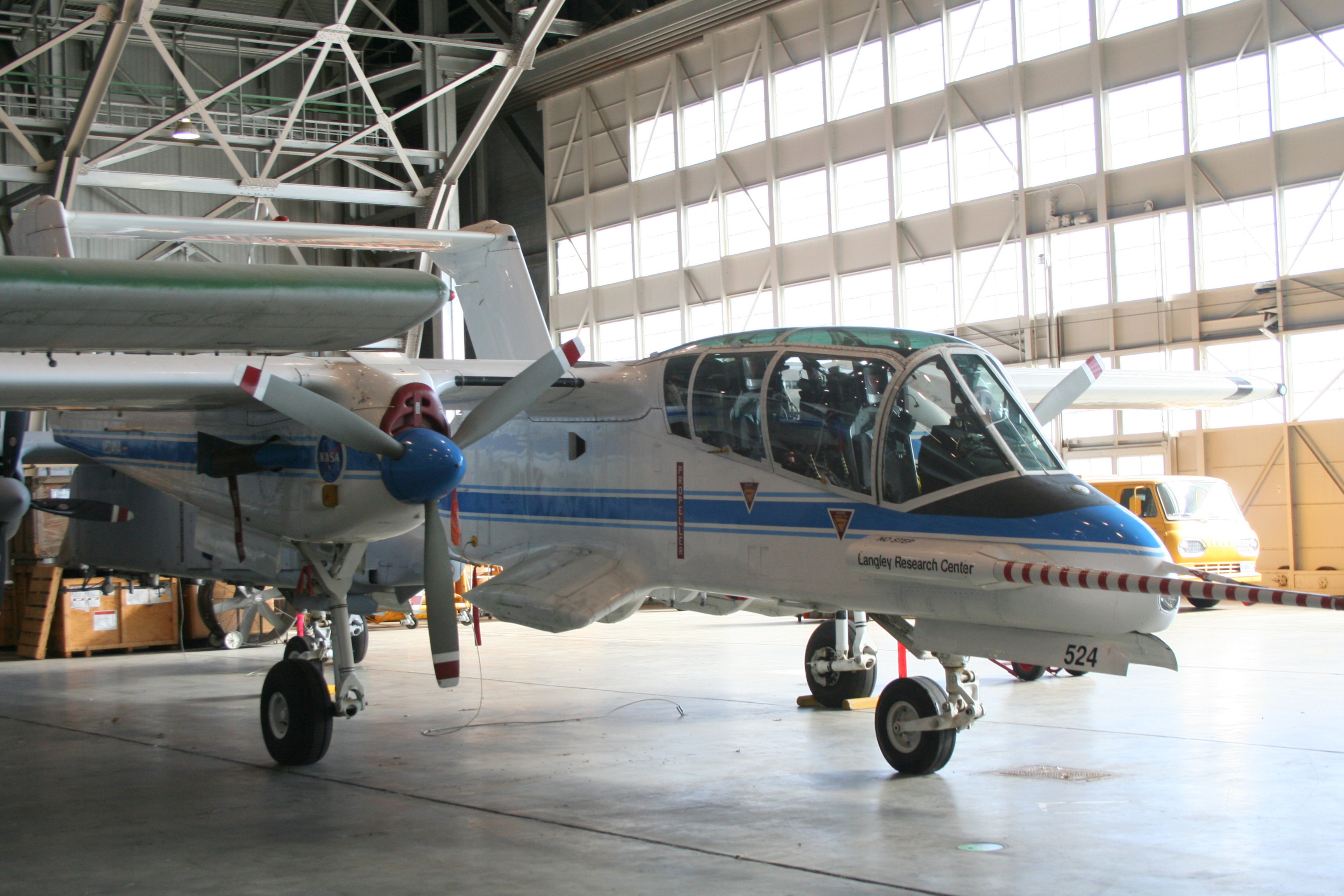
OV-10 v barvách NASA

NASA používala řadu letounů Bronco pro různé výzkumné programy, které zahrnovaly lety nízkou rychlostí, studie hluku a turbulencí. Minimálně jeden letoun sloužil ještě v roce 2009 na základně NASA v Langley.

#### Ministerstvo zahraničí USA
Ministerstvo zahraničí USA používá bývalé letouny amerického letectva (OV-10A) a námořní pěchoty (OV-10D) pro podporu amerických protidrogových akcích v Jižní Americe. Letouny nesou americké civilní registrační čísla a pokud nejsou v akci, mají svou domovskou základnu na letecké základně Patrick na Floridě.

#### Bureau of Land Management
Americký Bureau of Land Management (BLM), což je úřad spravující státní pozemky ve Spojených státech získal 7 letounů OV-10A pro boj s požáry. Mezi těmito letouny byl i prototyp YOV-10A. Ve své službě naváděly požární letadla na ohniska požárů. Letouny byly používány ve vojenském uspořádání s tím, že byla odstraněna vystřelovací sedadla. Letouny však byly staré a získávání náhradních dílů bylo obtížné, proto je BLM vyřadil v roce 1999.

#### Kalifornská služba pro lesnictví a požární ochranu

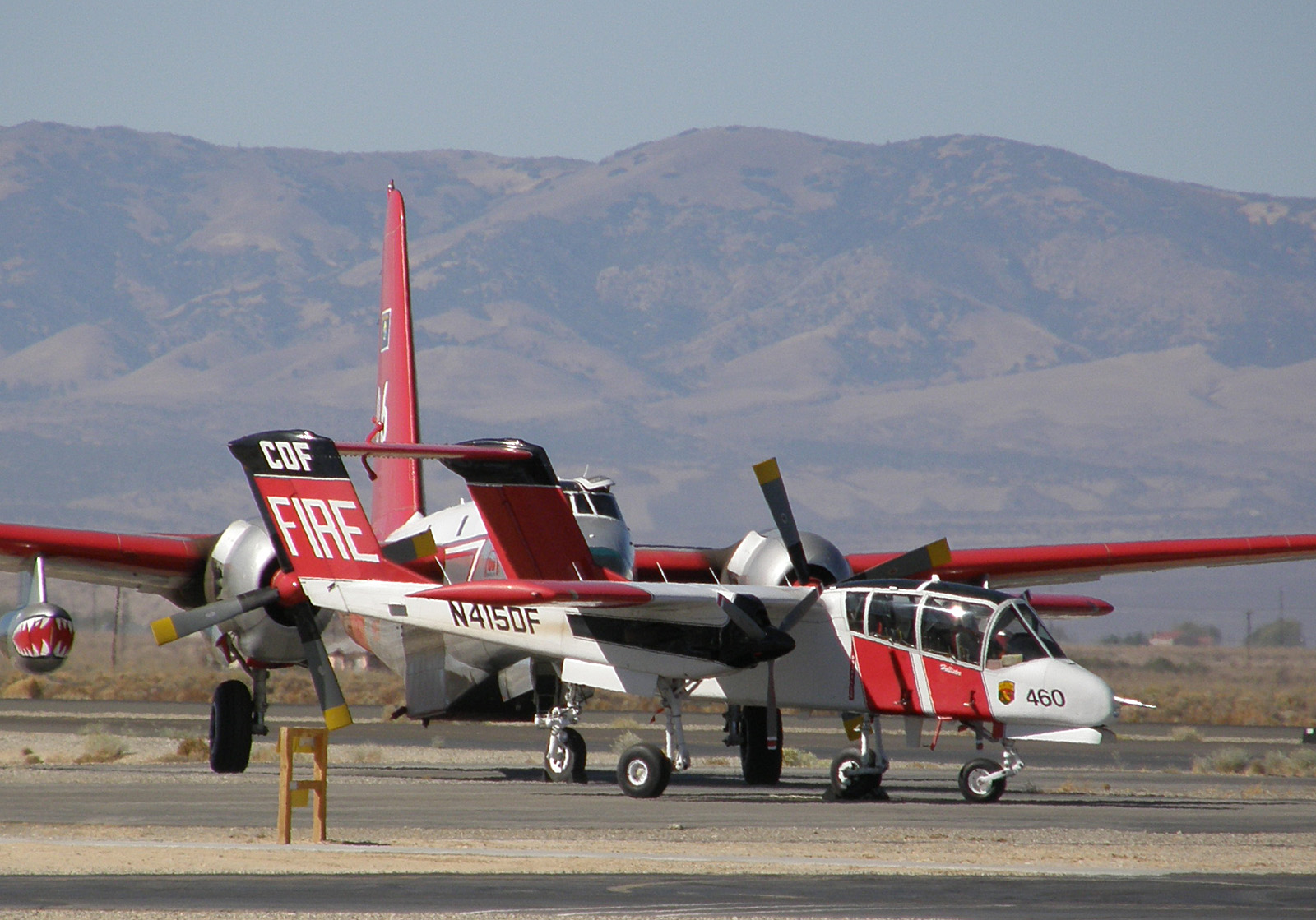
Air Attack 460 na letišti Fox Field během požárů v Kalifornii v říjnu 2007.

Kalifornská služba pro lesnictví a požární ochranu (California Department of Forestry and Fire Protection/CDF nebo CAL FIRE) získala letouny OV-10A, včetně šesti letounů od BLM a třinácti letounů od námořní pěchoty jako náhradu za vyřazené letouny Cessna O-2 Skymaster.

## Dochované letouny

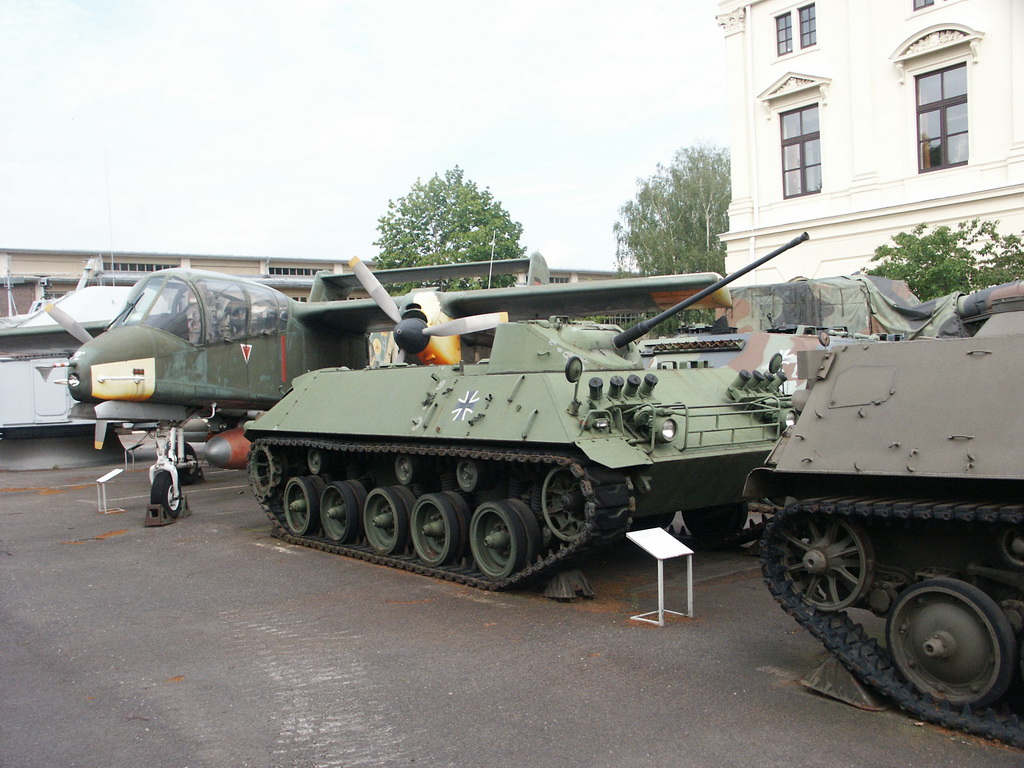
OV-10B ve vojenském muzeu v Drážďanech.

Ve Spojených státech amerických, v Evropě, ale i jinde ve světě se zachovalo značné množství letounů OV-10 a to jak v letuschopném stavu, tak i jako statické exponáty. Seznam těchto letounů je uveden na anglické wikipedii. Zbylé letouny byly přemístěny na „hřbitov“ letounů na letecké základně Davis-Monthan v Arizoně.
Letoun vystavený poblíž hranic s Českou republikou se nachází ve vojenském muzeu v Drážďanech v Německu ve verzi OV-10B.

## Varianty

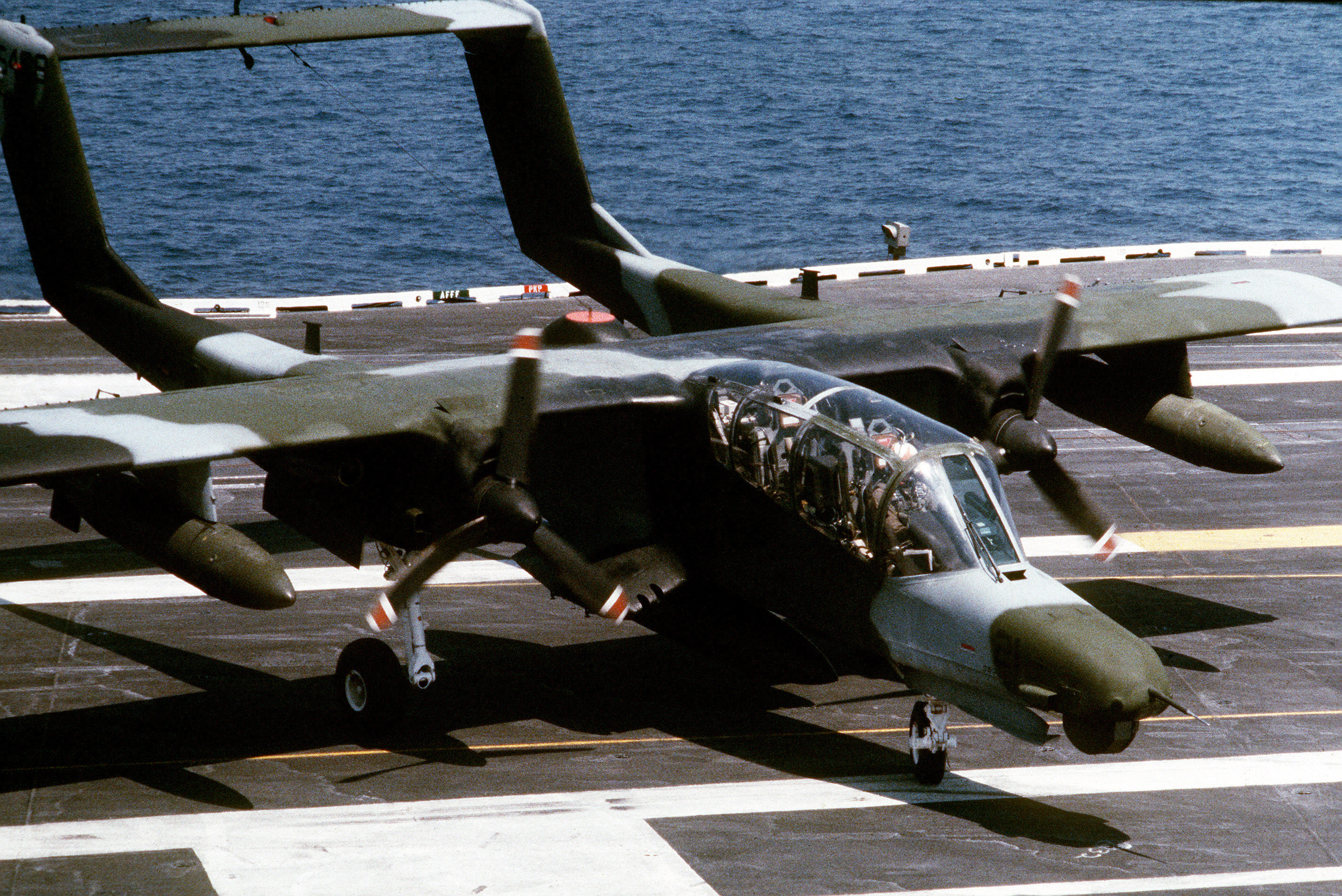
OV-10D během zkoušek na palubě letadlové lodi USS Saratoga (CV-6) v roce 1985

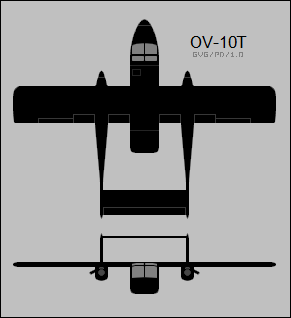
Předpokládaná verze OV-10T

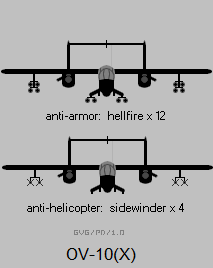
Uspořádání výzbroje plánované pro OV-10X

YOV-10A
Původní prototyp letounu.
OV-10A
Původní výrobní verze letounu.
OV-10B
Verze vyráběná pro Německo určená k vlečení cvičných cílů. Letoun měl prosklené nákladní dveře a zadní sedadlo umístěné v nákladním prostoru a otočené dozadu.
- OV-10B(Z)

Varianta letounu OV-10B pro Německo s přidaným jedním proudovým motorem J85-GE-4 v gondole nad středním trupem. 18 letounů dodáno do Německa.
OV-10C
Exportní verze pro Thajsko založená na verzi OV-10A.
YOV-10D
Prototyp používaný při vývoji letounu OV-10D Bronco.
OV-10D
Druhá generace letounu vyvinutá pro námořní pěchotu USA. Trup byl podstatně upraven, letoun je charakteristický prodlouženým nosem pro průzkumné vybavení.
- OV-10D+

Vylepšená verze námořní pěchoty. Letouny verze A a D byly rozsáhle přepracovány v MCAS Cherry Point Naval Air Rework Facility.
OV-10E
Exportní verze pro Venezuelu založená na verzi OV-10A.
OV-10F
Exportní verze pro Indonésii založená na verzi OV-10A.
OV-10M
Neoficiální označení upravené verze OV-10A pro filipínské letectvo.
OV-10T
Plánovaná nákladní verze schopná přepravovat 8-12 vojáků nebo 2 000 kg nákladu. Studie byla provedena během války ve Vietnamu, ale nebylo v ní pokračováno.
OV-10X
Plánovaná verze lehkého útočného letounu pro americké letectvo.

## Specifikace (OV-10A)
Technické údaje pocházejí z publikace „OV-10 Bronco in Action“.

North American Rockwell OV-10A

### Technické údaje
- Posádka: 2
- Rozpětí: 12,19 m (40 stop)
- Délka: 12,67 m
- Výška: 4,62 m
- Nosná plocha: 27,03 m²
- Plošné zatížení: 242,4 kg/m²
- Prázdná hmotnost: 3 127 kg
- Max. vzletová hmotnost: 6 552 kg
- Pohonná jednotka: 2× turbovrtulový motor Garrett T76-G-410/412
- Výkon pohonné jednotky: 715 k (533 kW)

### Výkony
- Cestovní rychlost: ? km/h ve výšce ? m
- Maximální rychlost: 452 km/h (281 mph) ve výšce ? m
- Dolet: 927 km
- Dostup: 7 315 m (24 000 stop)

### Výzbroj
- 4× kulomet M60C ráže 7,62×51 mm
- 5× závěs pod trupem a 2× zavěs pod křídly s možnostmi zavěšení:
  - bomby až do hmotnosti 500 liber (227 kg)
  - raketnice se 7 nebo 19 vedeními pro neřízené rakety 2.75" FFAR nebo raketnice se 2 nebo 4 vedeními pro neřízené rakety 5" FFAR
  - řízené střely vzduch-vzduch AIM-9 Sidewinder (pouze na závěsy pod křídly)
  - kontejnery s další hlavňovou výzbrojí

## Specifikace (OV-10D)
Technické údaje pocházejí z publikace „OV-10 Bronco in Action“.

### Technické údaje
- Posádka: 2
- Rozpětí: 12,19 m
- Rozpětí ocasních ploch: 4,45 m
- Délka: 13,41 m
- Výška: 4,62 m
- Nosná plocha: 27,03 m²
- Plošné zatížení: ? kg/m²
- Prázdná hmotnost: 3 127 kg
- Max. vzletová hmotnost: 6 552 kg
- Pohonná jednotka: 2× turbovrtulový motor Garrett T76-G-420/421
- Výkon pohonné jednotky: 1 040 k (775,5 kW)

### Výkony
- Cestovní rychlost: ? km/h ve výšce ? m
- Maximální rychlost: 463 km/h (288 mph) ve výšce ? m
- Dolet: 2 224 km (1 382 mil)
- Dostup: 9 159 m (30 000 stop)
- Stoupavost: ? m/s (? m/min)

### Výzbroj
- 1× letecký kanón M197 Gatling gun ráže 20 mm (YOV-10D)
- 4× kulomet M60C ráže 7,62×51 mm (OV-10D/D+)
- 5× závěs pod trupem a 2× zavěs pod křídly s možnostmi zavěšení:
  - bomby až do hmotnosti 500 liber (227 kg)
  - raketnice se 7 nebo 19 vedeními pro neřízené rakety 2.75" FFAR nebo raketnice se 2 nebo 4 vedeními pro neřízené rakety 5" FFAR
  - řízené střely vzduch-vzduch AIM-9 Sidewinder (pouze na závěsy pod křídly)
  - kontejnery s další hlavňovou výzbrojí

## Uživatelé

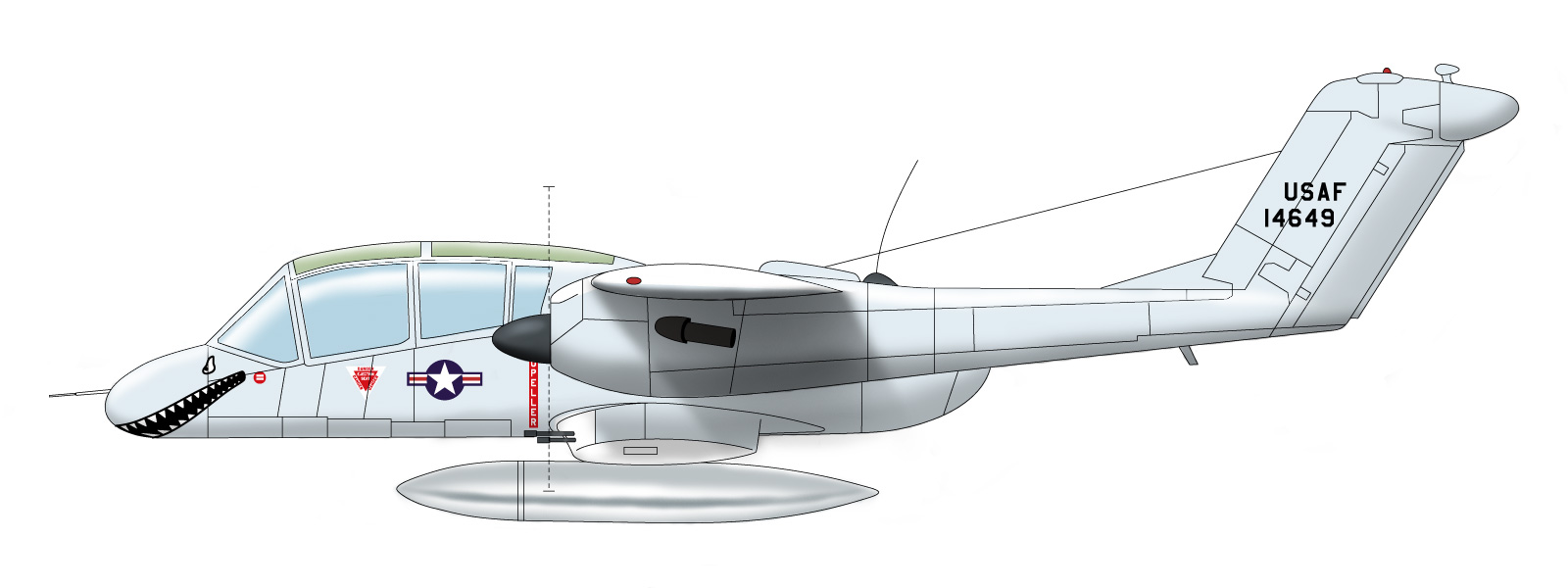
OV-10A, USAF

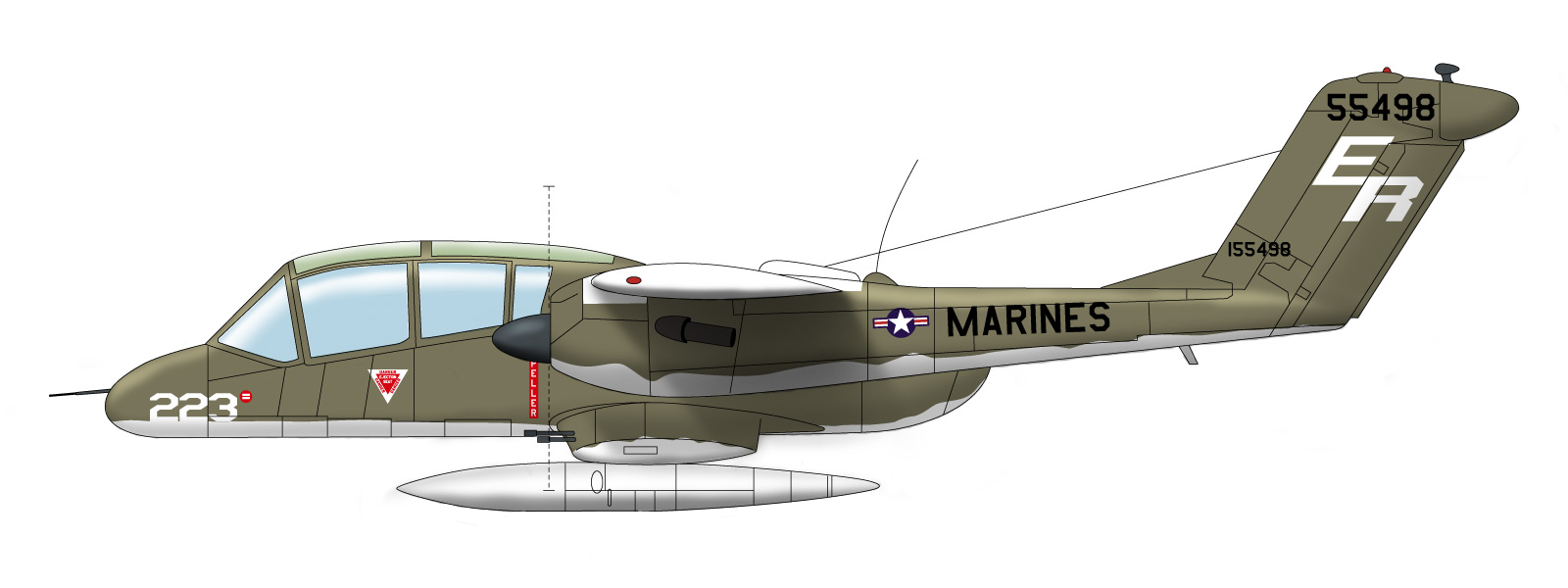
OV-10A, USMC

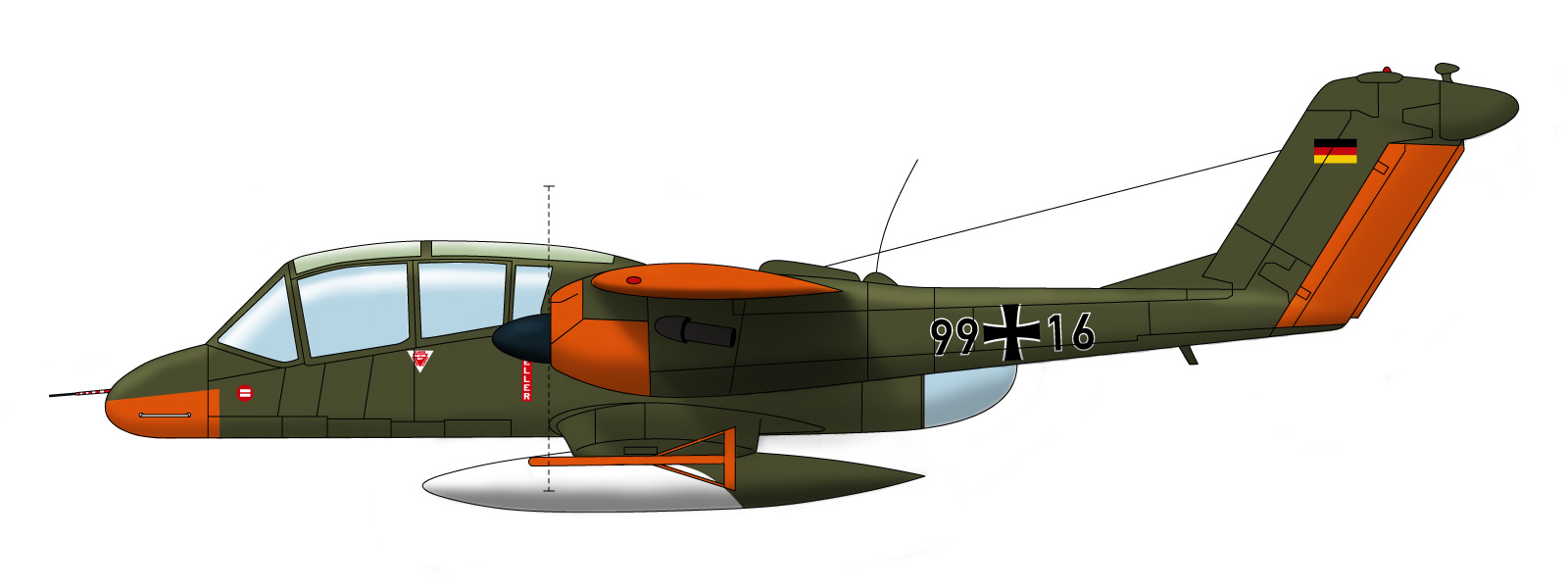
OV-10B, Luftwaffe

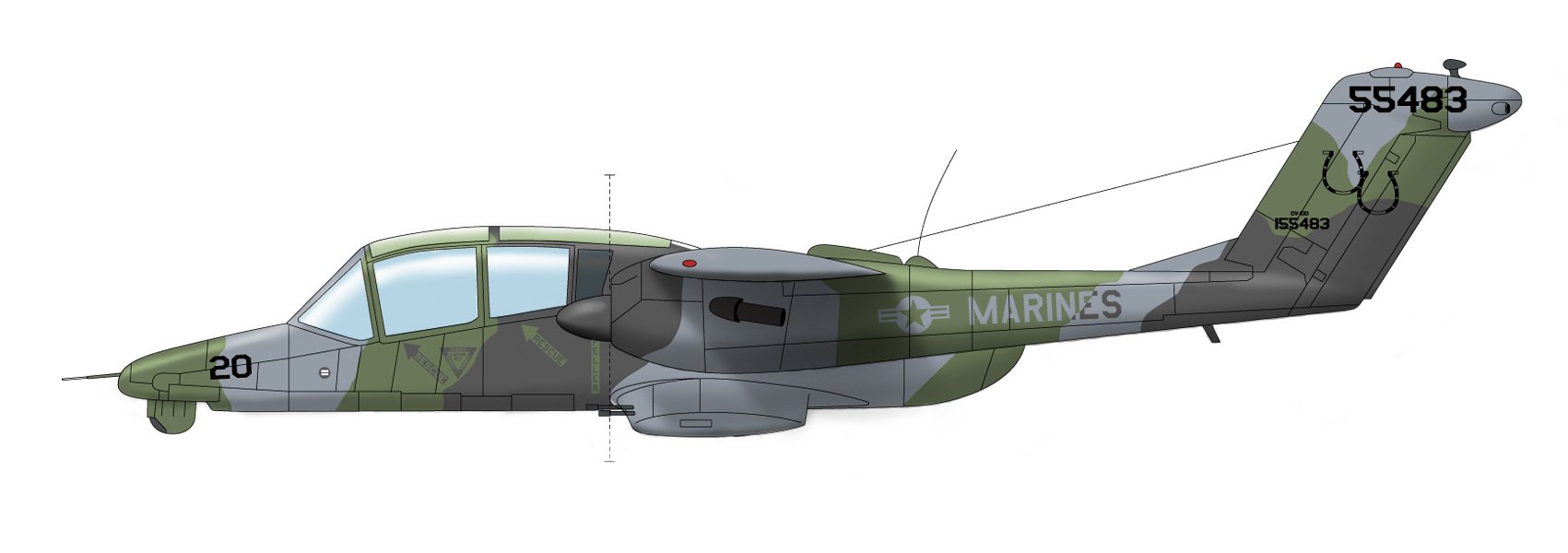
OV-10D, USMC

### Vojenští uživatelé
Filipíny
- Filipínské letectvo

 Indonésie
- Indonéské letectvo

 Kolumbie
- Kolumbijské letectvo

 Maroko
- Královské marocké letectvo – všechny vyřazeny.

 Německo
- Luftwaffe – všechny letouny vyřazeny v roce 1990.

 Spojené státy americké
- United States Air Force (letectvo) – všechny vyřazeny v roce 1991
- United States Marine Corps (námořní pěchota) – všechny vyřazeny v roce 1994
- United States Navy (námořnictvo) – předány námořní pěchotě
- NASA – 4 letouny používané ve výzkumném středisku NASA Langley
- Ministerstvo zahraničí USA – používané DynCorp), hlavně v Kolumbii

 Thajsko
- Thajské královské letectvo – všechny vyřazeny v roce 2003.

 Venezuela
- Venezuelské letectvo

### Civilní uživatelé
- CAL FIRE – kalifornská služba pro lesnictví a požární ochranu.

## Podobná letadla
- Convair Model 48 Charger
- FMA IA 58 Pucará
- OV-1 Mohawk
- Soko J-20 Kraguj